# The Rover (pel·lícula de 2014)
The Rover és una pel·lícula dramàtica australiana de western distòpic del 2014  escrita i dirigida per David Michôd i basada en una història de Michôd i Joel Edgerton. És un western contemporani que té lloc a l'Interior australià, deu anys després d'un col·lapse econòmic mundial. És protagonitzada per Guy Pearce i Robert Pattinson, amb Scoot McNairy, David Field, Anthony Hayes, Gillian Jones, i Susan Prior. Es va estrenar fora de competició a la secció Projeccions de mitjanit al 67è Festival Internacional de Cinema de Canes el 18 de maig 2014.
La pel·lícula es va projectar al Festival de Cinema de Sydney el 7 de juny de 2014,, seguit de l'estrena a les sales de cinema a Austràlia el 12 de juny de 2014. Va tenir una estrena limitada el 13 de juny de 2014 a Nova York i Los Angeles abans del llançament ampli el 20 de juny de 2014 als Estats Units.
La pel·lícula va obtenir set nominacions als 4ts Premis AACTA: Millor direcció, Millor actor principal per Guy Pearce, Millor actor secundari per a Robert Pattinson, Millor disseny de producció, Millor música original, Millor actriu secundària per a Susan Prior, i Millor So, i va guanyar els dos darrers.

## Argument
Deu anys després d'un col·lapse econòmic global que va causar agitació mundial, l'interior australià és un erm sense llei, el crim i la pobresa són habituals i petites unitats militars patrullen l'interior intentant mantenir la poca llei i ordre que queda. Després d'un robatori que va sortir malament, Archie, Caleb i Henry fugen, deixant enrere el germà ferit d'Henry, Reynolds (Rey). Mentre condueix, Archie es burla de Rey i Henry l'ataca, fent que en Caleb xoqui el camió on anaven. Quan no poden treure el camió de les runes, l'abandonen i Archie roba el cotxe que pertany al misteriós Eric solitari. Eric aconsegueix alliberar el camió i ells segueixen. Després d'una breu persecució, Archie s'atura i Eric s'enfronta a ells. Quan l'Eric intenta atacar a Archie, Henry el deixa inconscient amb un cop de culata d'escopeta.
Eric es desperta i condueix el camió cap a la ciutat on entra a diversos establiments preguntant si han vist el cotxe. Va a un cau d'opi, on troba un nan i dos acròbates xinesos d'un circ ambulant al darrere. Mentre Eric segueix el nan al seu remolc per comprar una pistola, el nan llança una pedra al seu gos indefens i encadenat. Dins del tràiler, el nan ofereix a Eric una pistola per 300 dòlars. L'Eric no té 300 dòlars, així que dispara bruscament al nan al cap i se'n va amb una pistola. Després d'un altre enfrontament amb el propietari de l'opi, torna al seu camió i es troba en Rey, que li pregunta per què està al cotxe del seu germà (l'Henry). L'Eric pregunta a Rey on és Henry, però Rey es desmaia.
Després de demanar ajuda a un botiguer, l'Eric porta en Rey a un metge, que l’opera. El metge cuida gossos abandonats, cosa que sembla interessar a Eric. L'endemà, Eric veu dos vehicles que s'acosten a la distància, detecta l'amenaça i agafa el rifle del metge. Els ocupants dels vehicles resulten ser els membres del circ ambulant que busquen venjança per l'assassinat del nan per part de l'Eric. Quan el company del metge ve a investigar, el maten sense previ avís. L'Eric dispara i mata els tres acròbates, després marxa amb Rey.
L'Eric i Rey s'allotgen en un motel d'una ciutat gairebé abandonada. Mentre l'Eric està lluny de l'habitació, en Rey carrega un revòlver de canó curt i després veu un vehicle de l'Exèrcit que condueix pel carrer. Es protegeix darrere d'un llit i sent algú que intenta entrar a l'habitació des de fora. Va disparar per la porta i es sorprèn al descobrir que ha matat la filla petita del propietari del motel. Rey és disparat per un soldat. Eric ve al rescat, matant el soldat i marxant amb Rey.
Mentre acampava prop d'una mina abandonada, Eric és arrestat per dos soldats. En una petita base de l'exèrcit propera, s'assabenta que serà transportat a Sydney. Eric li diu al soldat que completava els seus tràmits que després de trobar la seva dona amb un altre home, els va matar a tots dos. Està enfadat perquè les autoritats semblaven no adonar-se'n ni importar-li. El soldat no li fa cas. Rey irromp a la zona, mata els dos soldats de fora, després el tercer soldat que estava processant Eric. L'Èric i el Rey s'escapen i més tard arriben al poble on s'amaguen l'Enric i la colla. Troben el cotxe de l'Eric fora d'una casa i van entrar. L'Eric sosté a Archie i Caleb a punta de pistola, mentre que Rey va a enfrontar-se a Henry. Finalment, Rey i Henry s'aguanten a punta de pistola i Henry no entén per què el seu germà vol matar-lo i, al mateix temps, Rey acusa al seu germà d'abandonar-lo per morir. Rey es sobrecarrega emocionalment i dispara accidentalment, colpejant la paret. Això fa que Henry dispari reactivament, colpejant Rey al coll. Eric sent el tret i mata a Archie i Caleb abans d'entrar a l'habitació d'en Henry i trobar el cos de Rey. Dispara un Henry devastat al pit i després recull i crema els cossos.
Més tard, l'Eric es tira al costat de la carretera amb el seu cotxe. Es revela que estava obsessionat amb trobar el cotxe perquè el cadàver del seu gos estava al maleter. Eric es prepara per enterrar el gos al desert.

## Repartiment
- Guy Pearce com a Eric, un antic soldat australià violent i amargat que ha perdut la seva granja i la seva família. Michôd va dir que "Volia que el personatge fos un noi que hagués vist com el món s'ensorrava, recordés una època en què les coses eren diferents i portés un ressentiment cansat que bullia d'una manera realment assassina i perillosa."[15]
- Robert Pattinson com a Reynolds, un jove sud-americà senzill i ingenu. Rey és descrit per Pattinson com "un dependent que ha estat protegit per persones tota la seva vida, però també els ha carregat, i pensa que realment no pot viure com a persona independent. És una mica lent, i molt, molt necessitat, i sent que necessita gent que el cuidi tot el temps."[15]
- Scoot McNairy com a Henry, germà de Reynolds i membre del grup criminal que va robar el cotxe d'Eric[16]
- Gillian Jones com a àvia, propietària d'un den d'opi[17]
- David Field com a Archie, un altre membre del grup que va robar el cotxe d'Eric
- Tawanda Manyimo com a Caleb, un altre membre del grup que va robar el cotxe d'Eric
- Anthony Hayes com el sergent. Rickofferson
- Susan Prior com a Dorothy Peeples
- Nash Edgerton com a soldat de la ciutat
- Jamie Fallon com a Colin
- Samuel F. Lee com a acròbata xinès

## Producció

### Desenvolupament
"És com una nova febre de l'or, on persones de tots els racons del món han sortit al desert per esborrar una existència. Petits delinqüents i malfactors i estafadors. La història bàsica és molt elemental. Tens una persona molt fosca, perillosa i assassina en el personatge de Rob, tens una ànima força problemàtica, però bonica i ingènua."  
David Michôd va escriure el guió de la pel·lícula, basant-se en una història que va dissenyar amb Joel Edgerton, sobre el futur proper, a Austràlia una dècada després de l'enfonsament de l'economia occidental on gent d'arreu del món ve a treballar a les mines. L'escenari i la trama de la pel·lícula van fer comparacions amb Mad Max. Per aclarir aquestes comparacions, Michôd va dir que: "Vostè posar cotxes al desert d'Austràlia i la gent pensarà en Mad Max, i amb tot el respecte a aquesta pel·lícula, i ho subratllo, crec que The Rover serà molt més esgarrifosament autèntic i amenaçador."
Parlant dels personatges de la pel·lícula, Michôd va dir: "Hi ha un fort tipus de sabor asiàtic a la pel·lícula, però volia que semblés com si la gent ha vingut d'arreu, de tots els racons del món. Rey és un sud-americà que ha viatjat amb el seu germà gran Henry per treballar a les mines australianes Robert Pattinson i Scoot McNairy són els únics personatges amb accent estatunidenc de la pel·lícula, però molts altres accents s'hi uneixen, inclòs mandarí, cambodjà i, per descomptat, australià."

### Càsting
És la segona col·laboració entre David Michôd i Guy Pearce després de Animal Kingdom; Michôd va escriure el personatge d'Eric per a Pearce.
Al maig de 2012, es va anunciar que Pearce apareixeria com Eric a la pel·lícula. Inicialment, Joel Edgerton, que va escriure la història de la pel·lícula amb Michôd, va intentar el paper d'Eric però no va funcionar, segons Edgerton: "David [Michôd] i fins i tot en un moment vam ser com, perquè li vaig dir a David: "Hauria d’estar en aquesta pel·lícula ? Jo no sé si sóc adequat." I ell diu: "No sé si ets l’adequat tampoc". Com que no era només un personatge complicat, el personatge de Guy [Pearce], fins i tot vam decidir sortir un dia a rodar una escena junts només per decidir-nos el tipus adequat per a aquesta pel·lícula."

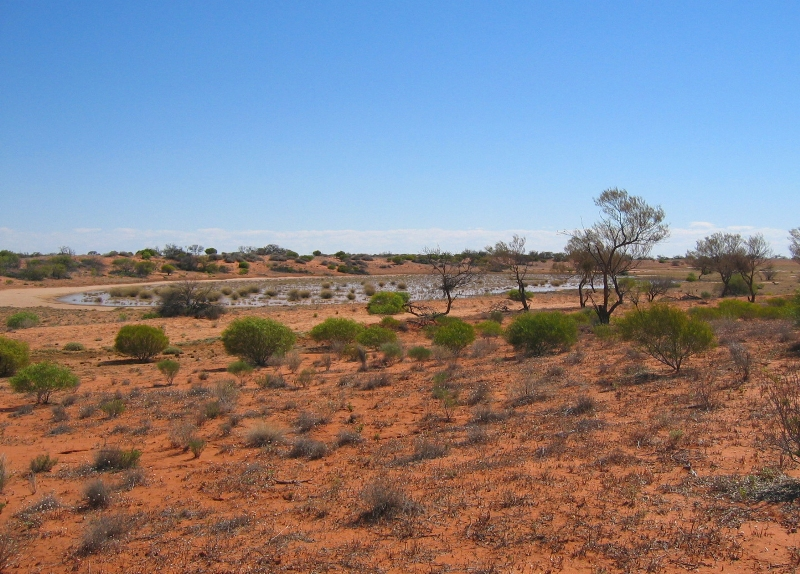
La filmació va tenir lloc a Marree.

Pattinson va obtenir el paper de Reynolds després de l'audició, davant d'altres actors. Michôd va comentar sobre el càsting de Pattinson que "(és) molt intel·ligent, i no el destí d'un noi bonic que jo esperava. Tan bon punt va arribar el moment de començar les proves... va ser la meva primera opció, per un llarg camí." Pattinson en una entrevista va descriure la pel·lícula: "És molt existencial, no et podria explicar realment de què va, però es tracta d'una mena de dolor que pot patir el món de quant fàstic i crueltat abans de morir l'amor crec que d'això es tracta." Michôd va utilitzar actors aficionats de l'outback a la pel·lícula. Va dir: "No pots conèixer aquesta gent i no pensar: 'Oh, hi ha d'haver una manera d'entrar en aquesta pel·lícula'".

### Rodatge
La fotografia principal va començar el 28 de gener de 2013 a Southern Flinders Ranges, Austràlia. El rodatge va continuar durant set setmanes a Hammond, Quorn, Copley i Leigh Creek, que acaba el 16 de març de 2013 a Marree, al nord d’Adelaida, Austràlia.
Els productors Watts i Linde van elogiar l'entusiasme del repartiment; van dir del rodatge: "L'entorn del desert d'Austràlia Meridional pot ser difícil de treballar, especialment per a aquells que vénen d'un hivern de l'hemisferi nord, però tant el repartiment com el grup s'han llançat al rodatge. Estem filmant en alguns dels els paisatges més inquietants i impressionants del món, i tenim la sort de comptar amb un repartiment tan excepcional i un equip realment eixerit."

## Música
Antony Partos va compondre la partitura de la pel·lícula. Anteriorment va col·laborar amb Michôd a la seva pel·lícula del 2010 Animal Kingdom. El músic Sam Petty, que abans va treballar amb Michôd a Animal Kingdom i Hesher va seleccionar les bandes sonores i les peces musicals de la pel·lícula. L'àlbum de la banda sonora va ser llançat per Lakeshore Records en format digital el 10 d'octubre de 2014 i es llançaria en format físic el 14 de novembre de 2014.
Parlant de la banda sonora, Partos va dir que "La meva tasca era generar la confiança i l'amor entre els dos personatges principals malgrat les seves circumstàncies. Crec que hi ha un canvi subtil però tangible que es desenvolupa dos terços de la història i la partitura sí canvia. en aquest sentit, esdevingui una base més harmònica en comparació amb les textures que hi ha a la primera meitat de la pel·lícula."
Michôd volia utilitzar peces del saxofonista Colin Stetson a la pel·lícula. Originalment també va seleccionar "Don't Cha" de The Pussycat Dolls per utilitzar-lo en una escena crucial de la pel·lícula que involucrava Rey (interpretat per Pattinson), però més tard la va canviar a "Pretty Girl Rock" de Keri Hilson.

## Distribució

### Màrqueting i promoció
Les primeres imatges de Pearce i Pattinson a la pel·lícula es van publicar el 13 de març de 2013. El 10 d'abril de 2014, es va estrenar una imatge de Pattinson de la pel·lícula. El 29 de gener de 2014 es va estrenar el primer tràiler, juntament amb el pòster de la pel·lícula. El teaser complet, juntament amb un aperitiu de la pel·lícula, es va estrenar a televisió el 30 de gener de 2014 durant els 3rs premis AACTA emesos a Network Ten.
Amb l'anunci de l'estrena de la pel·lícula al Festival Internacional de Cinema de Canes, un tràiler oficial de llarga durada, juntament amb dos pòsters mostrant Pearce i Pattinson, es van publicar el 17 d'abril de 2014.

### Estrena
The Rover es va llançar a Austràlia el 12 de juny de 2014. Als Estats Units, va tenir una estrena limitada a Los Angeles i Nova York el 13 de juny de 2014 i es va expandir a una estrena més àmplia el 20 de juny de 2014. Es va projectar al Festival Internacional de Cinema de Nova Zelanda] a la Secció Emoció el 20 de juliol de 2014. També va servir com a pel·lícula de la nit d'obertura al Fantasy Film Fest, Alemanya el 27 d'agost de 2014. Es va estrenar al Regne Unit el 15 d'agost de 2014.

### Mitjans domèstics
La pel·lícula es va estrenar en DVD i Blu-ray als Estats Units el 16 de setembre de 2014 per Lionsgate Home Entertainment. Les característiques addicionals inclouen escenes suprimides i un títol del segment "Making-of" "Something Elemental: Making The Rover". Va estar disponible per a transmissió en línia i descàrrega digital a través d'iTunes i amazon el 23 d'agost de 2014 als Estats Units. Va ser llançat en DVD al Regne Unit el 5 de gener de 2015.

### Taquilla
La pel·lícula va rebre una estrena limitada primer, de manera similar a les estrenes anteriors d'A24 Spring Breakers i The Bling Ring; va recaptar més de 69.302 dòlars amb una mitjana de 13.860 dòlars per sala el cap de setmana d'obertura, que va tenir lloc a 5 cinemes de Los Angeles i la ciutat de Nova York. Va tenir un ampli llançament a 608 cinemes i va guanyar 481.214 dòlars amb una mitjana de 791 dòlars per teatre el cap de setmana d'obertura. Va superar Un llarg viatge pel cap de setmana d'estrena més baix d'una pel·lícula en 600 o més sales durant el 2014.
La pel·lícula ha guanyat un total mundial de 3,2 milions de dòlars.

### Resposta crítica

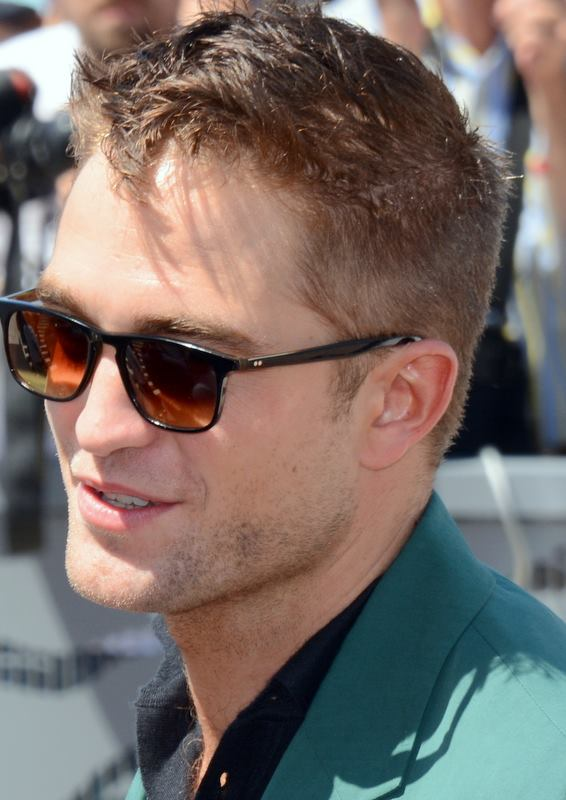
Pattinson al photocall de The Rover al 67è Festival Internacional de Cinema de Canes

A la seva estrena al Festival de Cinema de Canes, la pel·lícula va rebre crítiques generalment positives, i les actuacions de Pearce i Pattinson van ser molt apreciades. L'Agregador de ressenyes Rotten Tomatoes informa que el 67% dels 174 crítics de cinema han donat a la pel·lícula una crítica positiva i té una valoració mitjana de 6,5 sobre 10. El resum del lloc diu: "Alimentat per actuacions atractives de Guy Pearce i Robert Pattinson, The Rover, ple de tensió, supera els seus errors narratius gràcies a la pura visualització." A Metacritic, que assigna una mitjana ponderada de 100 ressenyes dels crítics de cinema, la pel·lícula té una puntuació mitjana de 64, basada en 38 ressenyes, que indica una resposta "generalment favorable".
Kenneth Turan de Los Angeles Times va afirmar que "The Rover és una peça de cinema més impressionant, tensa i implacable, que escalfa la sang i l'ànima" i sobre les actuacions va dir que "la ferocitat amb prou feines controlada de Pearce com l'Eric és excepcional, però no és una revelació tan gran com l'obra irreconeixible de Pattinson com Rey, un individu danyat i desenfocat que és el que l'home gran no vol aconseguir". Todd McCarthy, escrivint per a The Hollywood Reporter, va escriure que "Pattinson ofereix una actuació que, malgrat les limitacions pròpies del personatge, es torna més interessant a mesura que la pel·lícula avança, cosa que suggereix que el jove actor podria ser capaç de fer un treball de personatges poc convencional, però sempre cridant l'atenció al centre de la pel·lícula és Pearce, que, sota un comportament taciturn, dóna a Eric tota l'impresió de cor fred d'un antiheroi clàssic del western o del cinema negre que es nega a morir abans d'exigir venjança per un crim imperdonable" i va concloure que és "Una mirada intensa al futur proper, i no és bo". Jessica Kiang a la seva ressenya per a The Playlist, qualifica la pel·lícula B+ dient que "Desoladora, brutal i implacablement nihilista, i amb només flaixos esporàdics de l'humor més negre i mordaç per alleugerir la càrrega, se sent sec, com si la història simplement s'hagués bullit a la calor del desert i tot el que en queda són els seus ossos dessecats. D'una bona manera."
No obstant això, Scott Foundas de Variety va dir: "La fsegona pel·lícula de Michod no és exactament una cosa que mai havíem vist abans, però té una bellesa desolada per si mateixa." Peter Bradshaw de The Guardian va escriure: "Després d'un començament fantàstic, la pel·lícula comença a serpentejar, a perdre el seu camí i la seva adherència." Drew McWeeny de HitFix va anomenar la pel·lícula "de ritme glacial i intencionadament minimalista."
El cineasta Quentin Tarantino va declarar que la pel·lícula és "Un èxit visionari i fascinant. La millor pel·lícula post-apocalíptica des de l'original Mad Max. Amb els dps cops de The Rover i Animal Kingdom, David Michôd demostra ser el director més intransigent de la seva generació."

### Reconeixements
| Any  | Premi                                               | Categoria                                                       | Receptor             | Resultat  |
| ---- | --------------------------------------------------- | --------------------------------------------------------------- | -------------------- | --------- |
| 2014 | Premis AACTA (4td)                                  | Millor direcció                                                 | David Michôd         | Nominat   |
| 2014 | Premis AACTA (4td)                                  | Millor actor principal                                          | Guy Pearce           | Nominat   |
| 2014 | Premis AACTA (4td)                                  | Millor actor secundari                                          | Robert Pattinson     | Nominat   |
| 2014 | Premis AACTA (4td)                                  | Millor actriu secundària                                        | Susan Prior          | Guanyador |
| 2014 | Premis AACTA (4td)                                  | Millor disseny de producció                                     | Josephine Ford       | Nominat   |
| 2014 | Premis AACTA (4td)                                  | Millor música original                                          | Antony Partos        | Nominat   |
| 2014 | Premis AACTA (4td)                                  | Millor música original                                          | Sam Petty            | Nominat   |
| 2014 | Premis AACTA (4td)                                  | Millor so                                                       | Sam Petty            | Guanyador |
| 2014 | Premis AACTA (4td)                                  | Millor so                                                       | Des Kenneally        | Guanyador |
| 2014 | Premis AACTA (4td)                                  | Millor so                                                       | Justine Angus        | Guanyador |
| 2014 | Premis AACTA (4td)                                  | Millor so                                                       | Brooke Trezise       | Guanyador |
| 2014 | Premis AACTA (4td)                                  | Millor so                                                       | Francis Ward Lindsay | Guanyador |
| 2014 | Premis AACTA (4td)                                  | Millor so                                                       | Robert Mackenzie     | Guanyador |
| 2014 | Associació de Crítics de Cinema d'Austràlia         | Millor director                                                 | David Michôd         | Nominat   |
| 2014 | Associació de Crítics de Cinema d'Austràlia         | Millor actor                                                    | Guy Pearce           | Nominat   |
| 2014 | Associació de Crítics de Cinema d'Austràlia         | Millor actor secundari                                          | Robert Pattinson     | Nominat   |
| 2014 | Associació de Crítics de Cinema d'Austràlia         | Millor actriu secundària                                        | Susan Prior          | Nominat   |
| 2014 | Associació de Crítics de Cinema d'Austràlia         | Millor actriu secundària                                        | Gillian Jones        | Nominat   |
| 2014 | Associació de Crítics de Cinema d'Austràlia         | Millor fotografia                                               | Natasha Braier       | Nominat   |
| 2014 | Premis del Gremi de Disseny i Producció d'Austràlia | Premi Docklands Studios Melbourne al disseny d'un llargmetratge | Josephine Ford       | Nominat   |
| 2014 | Australian Screen Sound Guild Awards                | Millor gravació de so de pel·lícula                             | Des Kenneally        | Guanyador |
| 2014 | Australian Screen Sound Guild Awards                | Millor gravació de so de pel·lícula                             | Marco Arlotta        | Guanyador |
| 2014 | Australian Screen Sound Guild Awards                | Millor gravació de so de pel·lícula                             | Rob Nokes            | Guanyador |
| 2015 | [[[Cercle de Crítics de Cinema d'Austràlia]]        | Millor director                                                 | David Michôd         | Nominat   |
| 2015 | [[[Cercle de Crítics de Cinema d'Austràlia]]        | Millor actor protagonista                                       | Nominat              |           |
| 2015 | [[[Cercle de Crítics de Cinema d'Austràlia]]        | Millor actor secundari                                          | Robert Pattinson     | Nominat   |
| 2015 | [[[Cercle de Crítics de Cinema d'Austràlia]]        | Millor actriu secundària                                        | Susan Prior          | Nominat   |
| 2015 | [[[Cercle de Crítics de Cinema d'Austràlia]]        | Millor disseny de producció                                     | Josephine Ford       | Nominat   |
| 2015 | [[[Cercle de Crítics de Cinema d'Austràlia]]        | Millor banda sonora                                             | Antony Partos        | Nominat   |
| 2014 | Screen Producers Australia Awards                   | Producció de llargmetratges                                     | PorchLight Films     | Nominat   |
| 2014 | Festival de Cinema de Sydney                        | Premi Concurs Oficial: Millor pel·lícula                        | David Michôd         | Nominat   |